# Diego Penny

Diego Alonso Penny Valdez, mais conhecido como Diego Penny, ou simplesmente Penny (Lima, 22 de abril de 1984), é um futebolista peruano que atua como goleiro. Atualmente joga pelo Deportivo Garcilaso.

## Carreira
Penny fez parte do elenco da Seleção Peruana de Futebol da Copa América de 2016.